# Tenejápam de Mata
Tenejápam de Mata är en ort i Mexiko.   Den ligger i kommunen Omealca och delstaten Veracruz, i den sydöstra delen av landet, 250 km öster om huvudstaden Mexico City. Tenejápam de Mata ligger 570 meter över havet och antalet invånare är 804.
Terrängen runt Tenejápam de Mata är huvudsakligen kuperad, men åt nordväst är den platt. Runt Tenejápam de Mata är det ganska tätbefolkat, med 116 invånare per kvadratkilometer. Närmaste större samhälle är Córdoba, 13,3 km norr om Tenejápam de Mata. I omgivningarna runt Tenejápam de Mata växer huvudsakligen savannskog.